# トハラ人

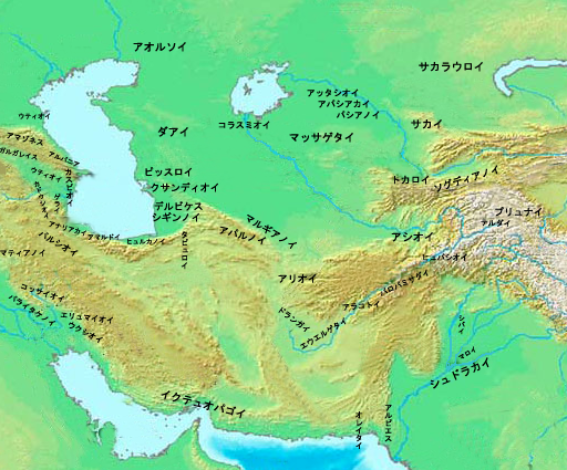
紀元前1世紀頃のトハラ人（トカロイ）の位置。

トハラ人（トカラ人、古代ギリシア語: Τόχαροι、英語: Tocharians）は、古代ギリシア・ローマの史料にグレコ・バクトリア王国を滅ぼした遊牧民（トカロイ、Τόχαροι, Tokharoi）として記されている民族。
または、バクトリアがトハラ人の土地という意味でトハーリスターン（トハリスタン）と呼ばれるようになった地域に住んだ人々を指し、中国や日本の史書では吐火羅人と表記される。
または、かつてタリム盆地で話されていたトカラ語の話者を指す。最近の研究ではトカロイとトカラ語話者が同じともされる。

## 歴史
古代ローマのストラボンはその著書『地理誌』において、ギリシア人からバクトリアネ地方（バクトリア）を奪ったスキタイとして、アシオイ，パシアノイ，トカロイ，サカラウロイを挙げており、これがトハラ人の初出と思われる。「ギリシア人からバクトリアネ地方を奪った」とはグレコ・バクトリア王国を滅ぼしたことを指しているが、それが何年に起きたのかは不明で、ただ紀元前130年代のいずれかに起きたことは確かである。トハラ人はその後もバクトリアに居座ったと思われ、中国の史書がこの地を吐火羅，覩貨邏と呼んだり、西方史料がトハーリスターン（トハリスタン）と呼んだりしたのも、そのためだと思われる。
紀元前129年頃、前漢の張騫がこの地を訪れ、当時の大夏国の様子を見聞している。この大夏国であるが、この時すでに大月氏の侵攻に遭って大月氏の占領下となっており、城郭に住む大夏人は戦を恐れていたという。ここで、紀元前130年代にトハラ人によって占領されたバクトリアはトハリスタン（大夏国）となったものの、まもなく新たに大月氏の侵攻を受け、トハラ人ともども支配されたと推測されるが、詳細は分からない。
一方、パルティア王国のアルタバノス1世（在位：前128年頃 - 前123年頃）は遊牧民であるトカロイ族に悩まされ、ついに戦争を仕掛けたが、腕に負った傷がもとで死んだ、ということがポンペイウス・トログスの『ピリッポス史』に記されている。
これ以後のトハーリスターンにおける遊牧民トカロイの事績は不明だが、トハラの地（トハリスタン、吐火羅国）と名付けられたこの地域はクシャーナ朝，エフタル，突厥と、さまざまな支配者に支配されながらも、シルクロード交易の中心地として繁栄することとなる。
7世紀以降、トハーリスターンはイスラム王朝の支配下に入ってイスラーム化するとともに、ホラーサーンの一部となったため、次第にトハーリスターンの語は使われなくなっていった。

## 居住地
ストラボンによると、「アシオイ，パシアノイ，トカロイ，サカラウロイの出撃地がイアクサルテス（ヤクサルテス）川対岸にあたり、サカイ，ソグディアノイ両族の地方に面して、かつてサカイが占有していた地方」と記している。

## 大夏とトハラ人
バクトリアにあたる大夏国とは別に漢字文献（『山海経』、『史記』、『漢書』など）では、古くから且末～于闐にかけての地域が大夏と呼ばれており、一帯ではトカラ語B方言が使用されていた。中国の史書がこの地を大夏と呼称したのは、当時の夏が西方を指す言葉であった為。
仮説として、タリム盆地にいた大夏人の一部が月氏の西進より先にバクトリアへ侵入して大夏国を建て、その後に大月氏に征服されたためとする説（西方史籍の記述とも比較的合致する）があり、中国人研究者に支持者が多い。他にも月氏にもともと服属していた大夏人の一部が月氏に従って西進したためとする説や、月氏と同じ時期に匈奴の攻撃を受け共に西進したためとする説等もあった。

## 吐火羅人の言語
ストラボンは、トカロイをスキタイと呼んだが、言語系統については不明である。クシャーナ朝時代の碑文により、クシャーナ朝の使用言語は東イラン語群に属するバクトリア語と判明しているが、ウイグル語訳の『大慈恩寺三蔵法師伝』に焉耆，亀茲を大月氏の遺留部族と記した箇所が見つかったため、『西天路竟』で焉耆が月氏と記される点と合わせ、クシャーナ朝の前の大月氏ではトカラ語を使用していた蓋然性が高い。

## トカラ語の話者としてのトカラ人
タリム盆地北辺地帯（天山南路、西域北道）の国々（疏勒、亀茲、焉耆、高昌）で話されていた言語をトカラ語といい、その話者をトカラ人と呼ぶ。これは20世紀の学者によって命名されたため、トカロイと直接関係が有るかどうかは結論が出ていない。トカラ語は印欧系のケントゥム語派に属し、印欧系のサテム語派に属す東イラン語群すなわち、クシャーナ朝の支配層が使用したとされるバクトリア語（イラン系）とは別系統であるが、その前代に当たる大夏国、大月氏国で使用されていた可能性が高いとも考えられている。また、タリム盆地南辺地帯（西域南道）には覩貨邏（トカラ）の旧地と呼ばれる場所が存在したので、ある時期には北道・南道ともにトカラ人と呼ばれる住人がいたと思われる。

## 参考資料
- ストラボン『ギリシア・ローマ世界地誌Ⅱ』飯尾都人訳（龍溪書舎、1994年）、ISBN 4844783777
- ポンペイウス・トログス / ユスティヌス抄録『地中海世界史』合阪學 訳（京都大学学術出版会〈西洋古典叢書〉、1998年）、ISBN 4876981078
- 『史記』（大宛列伝）
- 『漢書』（西域伝）
- 『後漢書』（西域列伝）
- 小谷仲男『ガンダーラ美術とクシャン王朝』（同朋舎出版、1996年）
- 護雅夫・岡田英弘編『民族の世界史4 中央ユーラシアの世界』（山川出版社、1990年）、ISBN 4634440407
- 岩村忍『文明の十字路＝中央アジアの歴史』（講談社、2007年）、ISBN 9784061598034
- 小松久男『世界各国史4 中央ユーラシア史』（山川出版社、2005年）、ISBN 463441340X
- 徐文堪『吐火羅人起源研究』（昆侖出版社、2005年）、ISBN 9787800407994